# 江藤裕之
江藤 裕之（えとう ひろゆき、1963年9月19日 - ）は、日本の言語学者。東北大学大学院国際文化研究科教授。

## 来歴
福岡県北九州市門司区に生まれる。上智大学外国語学部英語学科卒業。学部在学中に西ドイツ・ミュンスター大学に留学しドイツ語を学ぶ。帰国後、上智大学大学院にて社会学（文化社会学・宗教社会学）、英米文学（英語学）の修士課程を修了。上智大学大学院文学研究科英米文学専攻博士後期課程に在学中、アメリカ・ジョージタウン大学に留学（1996年 - 1999年）。2000年にジョージタウン大学よりPh.D. with distinctionを、2002年に「A study of George J.Adler's treatise Wilhelm von Humboldt's linguistical studies(1866) : A new chapter in the history of the Humboldt reception in American linguistics」（で上智大学より博士（文学）を取得。現在、東北大学大学院国際文化研究科言語科学研究教授。
専門は言語学・英語学。西洋の精神史、学問史という視点から言語学（言語哲学・言語教育）を研究し、言語とは何か、言語研究とは何かを追究している。最近では日本の言語研究史にも注目し、欧米の学会で発表している。また、リベラル・アーツ教育という観点から日本人のための語学教育、知性を鍛える言語教育の構築を試み、アカデミック・ライティングの指導法の研究も行っている。2017年以降は、東アジアの英語教育についての調査も行っている

## 著書
- 『Philologie vs. Sprachwissenschaft』(Nodus Publikationen)2003
- 『看護・ことば・コンセプト』（文光堂）2005
- 『英文法のエッセンス』（大修館書店、2015年）

### 共著
- 『国境を越えた源氏物語 :紫式部とシェイクスピアの響きあい』(エンゼル叢書 岡野弘彦,ピーター・ミルワード,渡部昇一,松田義幸,須加由紀子共著. PHPエディターズ・グループ, 2007.10
- 『芸術都市の誕生』 (エンゼル叢書 樺山紘一,田中英道,須賀由紀子,熊倉次郎共著, 松田義幸編. PHPエディターズ・グループ, 2010.6
- 『APAに学ぶ看護系論文執筆のルール』前田樹海共著. 医学書院, 2013.1
- 『グローバル・エリート教育』（渡部昇一、平岡弘章共著 PHP研究所、2016)
- 渡部昇一『学問こそが教養である』編. 育鵬社, 2019.4
- 『学びて厭わず、教えて倦まず "知の巨人"渡部昇一が遺した学ぶべきもの』織田哲司,下永裕基共著. 辰巳出版, 2020.8
- アレキシス・カレル『人間この未知なるもの 改訂新版』渡部昇一 訳・解説, 江藤編集. 三笠書房, 2020.9

### 翻訳
- （アメリカ心理学会編『APA論文作成マニュアル』前田樹海, 田中建彦共訳（医学書院、2004年）
- Anne J.Davis, Verena Tschudin, Louise de Raeve 編『看護倫理を教える・学ぶ :倫理教育の視点と方法』小西恵美子監訳, 和泉成子共訳. 日本看護協会出版会, 2008.11
- マーガレット・サンデロウスキー『質的研究をめぐる10のキークエスチョン :サンデロウスキー論文に学ぶ』谷津裕子共訳. 医学書院, 2013.11